# Lophanthera hammelii
Lophanthera hammelii é uma árvore da família das Malpighiáceas endêmica da Costa Rica. Ela foi descrita pela primeira vez pelo botânico estadunidense William R. Anderson no ano de 1983.